# Andrés Mendoza
Pour les articles homonymes, voir Mendoza.
Andrés Mendoza – surnommé le Condor – est un footballeur international péruvien, né le 26 avril 1978 à Chincha Alta au Pérou.

## Biographie

### Carrière en club
Mendoza commence sa carrière professionnelle en 1996 au Sporting Cristal de la D1 péruvienne. Il remporte le championnat dès sa première saison. En 1999, il part pour la Belgique rejoindre le FC Bruges. Il y connaît sa période dorée en remportant successivement la Coupe de Belgique 2002 (où il se distingue en marquant un triplé en finale face à l'Excelsior Mouscron), le championnat en 2002-03 puis une deuxième Coupe de Belgique en 2004. Par ailleurs, il dispute la C1 en 2003-04 et marque, le 22 octobre 2003, le but de la victoire face à l'AC Milan en phase de groupe.
Les années suivantes furent moins glorieuses, Mendoza part tenter sa chance en Europe de l'Est, en Ukraine (Metalurh Donetsk), en Roumanie (Steaua Bucarest) puis en Turquie (Diyarbakırspor). Il fait une pige à l'Olympique de Marseille et quitte l'Europe pour jouer en Amérique du Nord, au Mexique (Monarcas Morelia, CF Atlante) puis en MLS au Columbus Crew.

### Carrière en équipe nationale
Auteur de sept buts en 44 sélections, Mendoza débute en équipe du Pérou en février 1999 et marque lors de ses deux premiers matches face à l'Équateur. Il participe en juin de cette même année à la Copa América au Paraguay. Il disputera deux autres tournois continentaux en 2004 et 2007.
Mendoza prend part à trois phases de qualification de la Coupe du monde en 2002, 2006 et 2010. Durant cette dernière campagne qualificative, le 7 décembre 2007, il est banni avec d'autres internationaux péruviens à la suite d'un scandale survenu dans un hôtel, à l'avant-veille d'un match face à l'Équateur (défaite 5-1). Ce fut d'ailleurs son dernier match avec la sélection péruvienne même s'il marqua le seul but de son équipe.

## Statistiques

### En club
| Saison          | Club                           | Pays                        | Championnat        | Coupes d’Europe                                         | Sélection Pérou       |
| --------------- | ------------------------------ | --------------------------- | ------------------ | ------------------------------------------------------- | --------------------- |
| 1996            | Sporting Cristal               | Torneo Descentralizado (D1) | 20 matchs, 1 buts  | -                                                       | -                     |
| 1997            | Sporting Cristal               | Torneo Descentralizado (D1) | 11 matchs, 2 buts  | -                                                       | -                     |
| 1998            | Sporting Cristal               | Torneo Descentralizado (D1) | 30 matchs, 14 buts | -                                                       | -                     |
| 1999            | Sporting Cristal               | Torneo Descentralizado (D1) | 6 matchs, 3 buts   | -                                                       | 7 sélections, 2 buts  |
| 1999 - 2000     | FC Bruges                      | Jupiler League              | 10 matchs, 1 but   | -                                                       | -                     |
| 2000 - 2002     | FC Bruges                      | Jupiler League              | 33 matchs, 12 buts | Coupe UEFA : 2 matchs                                   | 4 sélections, 1 but   |
| 2001 - 2002     | FC Bruges                      | Jupiler League              | 32 matchs, 15 but  | Coupe UEFA : 8 matchs, 4 buts                           | 5 sélections          |
| 2002 - 2003     | FC Bruges                      | Jupiler League              | 29 matchs, 12 buts | C1 : 8 matchs                                           | 4 sélections, 1 but   |
| 2003 - 2004     | FC Bruges                      | Jupiler League              | 25 matchs, 14 buts | C1 : 5 matchs, 2 buts Coupe UEFA : 3 matchs             | 13 sélections, 2 buts |
| 2004 - 2005     | Metalurh Donetsk               | Premier-Liha                | 21 matchs, 12 buts | C1 : 3 matchs, 1 but                                    | 4 sélections          |
| 2005 - jan 2006 | →Olympique de Marseille (prêt) | Ligue 1                     | 11 matchs          | Coupe Intertoto : 4 matchs, 1 but Coupe UEFA : 5 matchs | -                     |
| jan - juin 2006 | →Dynamo Moscou (prêt)          | Premier-Liga                | 3 matchs           | ?                                                       | -                     |
| 2006 - 2007     | Metalurh Donetsk               | Premier-Liha                | 21 matchs, 7 buts  | ?                                                       | 5 sélections          |
| août - déc 2007 | Metalurh Donetsk               | Premier-Liha                | 9 matchs, 3 but    | -                                                       | 2 sélections, 1 but   |
| jan - juin 2008 | Steaua Bucarest                | Liga 1                      | 15 matchs, 2 buts  | -                                                       | -                     |
| 2008 - 2009     | Monarcas Morelia               | Primera División            | 27 matchs, 13 buts | -                                                       | -                     |
| 2009 - 2010     | Diyarbakırspor                 | Süper Lig                   | 15 matchs, 5 buts  | -                                                       | -                     |
| 2010            | Columbus Crew                  | Major League Soccer         | 8 matchs, 2 buts   | -                                                       | -                     |
| 2011            | Columbus Crew                  | Major League Soccer         | 29 matchs, 13 buts | -                                                       | -                     |
| 2011 - 2012     | CF Atlante                     | Primera División            | 11 matchs, 2 buts  | -                                                       | -                     |
| 2013            | Pacífico FC                    | Torneo Descentralizado      | 26 matchs, 4 buts  | -                                                       | -                     |
| 2014            | Alianza Universidad            | Segunda División            | 6 matchs           | -                                                       | -                     |

### Buts en sélection
| Buts en sélection d'Andrés Mendoza | Buts en sélection d'Andrés Mendoza | Buts en sélection d'Andrés Mendoza          | Buts en sélection d'Andrés Mendoza | Buts en sélection d'Andrés Mendoza | Buts en sélection d'Andrés Mendoza | Buts en sélection d'Andrés Mendoza |
|                                    | Date                               | Lieu                                        | Adversaire                         | Score                              | Résultat                           | Compétition                        |
| ---------------------------------- | ---------------------------------- | ------------------------------------------- | ---------------------------------- | ---------------------------------- | ---------------------------------- | ---------------------------------- |
| 1.                                 | 10 février 1999                    | Estadio Nacional, Lima (Pérou)              | Équateur                           | 1-0                                | 1-2                                | Amical                             |
| 2.                                 | 17 février 1999                    | Estadio Isidro Romero, Guayaquil (Équateur) | Équateur                           | 2-0                                | 2-1                                | Amical                             |
| 3.                                 | 27 mars 2001                       | Estadio Nacional, Lima (Pérou)              | Chili                              | 2-1                                | 3-1                                | QCM 2002                           |
| 4.                                 | 11 juin 2003                       | Giants Stadium, New Jersey (États-Unis)     | Équateur                           | 2-1                                | 2-2                                | Amical                             |
| 5.                                 | 6 septembre 2003                   | Estadio Nacional, Lima (Pérou)              | Paraguay                           | 2-1                                | 4-1                                | QCM 2006                           |
| 6.                                 | 9 septembre 2003                   | Estadio Nacional, Santiago du Chili (Chili) | Chili                              | 1-1                                | 1-2                                | QCM 2006                           |
| 7.                                 | 21 novembre 2007                   | Estadio Atahualpa, Quito (Équateur)         | Équateur                           | 1-5                                | 1-5                                | QCM 2010                           |

NB : Les scores sont affichés sans tenir compte du sens conventionnel en cas de match à l'extérieur (Pérou-Adversaire).

## Palmarès

### En club
| Sporting Cristal - Championnat du Pérou (1) : - Champion : 1996. - Vice-champion : 1997 et 1998. - Tournoi de clôture (1) : - Vainqueur : 1998. - Copa Libertadores : - Finaliste : 1997. |  | FC Bruges - Championnat de Belgique (1) : - Champion : 2003. - Vice-champion : 2001, 2002 et 2004. - Coupe de Belgique (2) : - Vainqueur : 2002 et 2004. - Supercoupe de Belgique (3) : - Vainqueur : 2002, 2003 et 2004. |  | Olympique de Marseille - Coupe Intertoto (1) : - Vainqueur : 2005. |  | Steaua Bucarest - Championnat de Roumanie : - Vice-champion : 2008. |